# Kassandraviken
Kassandraviken (grekiska: Kólpos Kassándras) eller Toroneviken (grekiska: Toronaíos Kólpos) är en bukt i Grekland. Den ligger i den nordöstra delen av landet, 240 km norr om huvudstaden Aten.